# 方絜
方絜（1801年—1839年），号治庵，台州黃巖人。
嘉庆六年辛酉（1801年）生。寓居禾中，好讀書，工诗善画。尤精竹刻，擅长陷地深刻，见者皆叹赏。家贫，為谋生计，游藝闽浙、吴淞。曾爲阮元刻過八十小像。道光十九年（1839年），病卒於秀水符氏家中。方絜刻竹作品今可见於上海博物馆。